# میهای پاتاکی
میهای پاتاکی (مجاری: Mihály Pataki; ۷ دسامبر ۱۸۹۳ – ۲۸ نوامبر ۱۹۷۷) بازیکن فوتبال اهل مجارستان بود.
از باشگاه‌هایی که در آن بازی کرده‌است می‌توان به باشگاه فوتبال فرنتس‌واروش اشاره کرد.